# Opisthoxia orbata
Opisthoxia orbata là một loài bướm đêm trong họ Geometridae.